# Волгоградское дело
Волгогра́дское де́ло — громкое уголовное дело по обвинению ряда высших чинов Волгоградского областного управления внутренних дел в организации систематических хищений продукции с местных предприятий, а также взяточничестве.

## История дела
В деле был замешан ряд высших чинов УВД Волгоградского облисполкома: лауреат премии Совета Министров СССР, начальник управления генерал-майор Константин Иванов, его заместитель полковник А. Тютюнов, начальник управления вневедомственной охраны полковник А. Шумилин, начальник хозяйственного отдела полковник А. Кириллов. Расследование проводили органы КГБ СССР начиная с сентября 1985 года. Им удалось установить, что под руководством Иванова и его людей регулярно совершались хищения на Волгоградском мясокомбинате, Волгоградском ликёро-водочном заводе, Волгоградском молокозаводе, Волгоградской кондитерской фабрике. Также было доказано большое количество случаев получения ими взяток. Так, Кириллов брал взятки с поступавших на учёбу в Волгоградскую высшую следственную школу. Впоследствии при обыске у него в квартире было обнаружено средств и ценностей на сумму около 72 тысяч рублей.
Вскоре КГБ СССР арестовало Шумилина, Кириллова и Тютюнова. На допросах они признали свою вину в данных преступлениях. Их показания позволили сначала установить наблюдение за Ивановым, а 27 мая 1986 года арестовать его на выходе из собственного дома. Иванову было предъявлено обвинение во взяточничестве и хищениях в особо крупном размере. 23 дня спустя подследственные были отправлены в московскую тюрьму «Матросская тишина».
Процесс по делу бывших руководителей УВД Волгоградского облисполкома проводил Верховный Суд РСФСР. 1 декабря 1987 года он приговорил Иванова к 10, Кириллова — к 11, Шумилина — к 5, Тютюнова — к 12 годам лишения свободы.
Волгоградское дело стало одним из самых громких дел по разоблачению коррупции в МВД СССР, возбуждённых в перестроечное время. Судебный процесс над Ивановым и остальными активно освещался советской прессой, а 2-4 декабря 1987 года по Центральному телевидению был показан документальный фильм «Падение» из цикла «Человек и закон».